# Jan Bartram
Jan Lewis Bartram (født 6. marts 1962) er en tidligere fodboldspiller, der blandt andet var dansk landsholdsspiller. Han var venstrebenet og spillede på kanten på midtbanen. Efter sin fodboldkarriere har han blandt andet arbejdet som konsulent og skrevet bøger.
Jan Bartram spillede i sin aktive fodboldkarriere i AGF, Brøndby IF, Bayer Uerdingen og Rangers FC, har spillet 32 landskampe og var med i truppen til VM i fodbold 1986. Desuden har han været sportschef i AGF.
Han var tidligere gift med tv-værten Line Baun Danielsen.

## Klubkarriere
Jan Bartram startede med at spille seniorfodbold i Skive IK, dengang hed han Jan Hansen.Jan Bartram underskrev sin første professionelle kontrakt med AGF i 1982. Han fik sit gennembrud i den bedste danske række som offensiv midtbanespiller og hjalp klubben til at vinde det danske mesterskab i 1986. Efter 1987-sæsonen skiftede han til Silkeborg IF, men kom aldrig i kamp for klubben, idet han fik et mere attraktivt udenlandsk tilbud.
Han underskrev en kontrakt med den skotske storklub Rangers FC, men det blev kun til et halvt år i klubben. Han flyttede tilbage til Danmark i sommeren 1988 og skrev kontrakt med de danske mestre Brøndby, som han vandt DM-guld med samme år. Bartram blev i vinteren 1989 solgt til Bayer Uerdingen i den tyske Bundesliga for 3,5 millioner kroner. Han spillede 74 kampe for Uerdingen i løbet af tre sæsoner,, heriblandt en enkelt sæson sammen med en anden dansker, Brian Laudrup. Jan Bartram kom dog på kant med klubbens nye træner Timo Konietzka og spillede sin sidste kamp for Uerdingen i marts 1991, før han blev fyret for at komme for sent til træning.
Jan Bartram vendte herefter tilbage til AGF og spillede 14 Superliga-kampe for klubben, før han tog et års pause fra fodbold og drog på jordomrejse. I august 1992 var han igen tilbage hos AGF og spillede i klubben indtil april 1996. Fra maj 1994 til juni 1996 var han også klubbens sportsdirektør.

## Landsholdskarriere
Jan Bartram debuterede for landsholdet i januar 1985 og blev også udtaget til truppen, der deltog ved VM i fodbold i 1986 i Mexico. Det blev dog ikke til nogen kampe ved slutrunden, men han blev siden fast mand på landsholdet. Undervejs under kvalifikationen til EM 1992 besluttede Jan Bartram sammen med brødrene Brian og Michael Laudrup at forlade landsholdet i november 1990. Han vendte dog tilbage i april 1991 og spillede sin sidste landskamp i maj 1991. Han spillede 32 landskampe og scorede fem mål.

## Civil karriere
Ved siden af sin fodboldkarriere studerede Bartram økonomi og blev cand.oecon. og blev efter afslutningen på fodboldkarrieren beskæftiget inden for dette fag. Han var blandt andet fuldmægtig i Økonomistyrelsen og senere konsulent i staten, inden han i 2010 blev projektchef hos JP/Politikens Hus.